# Cladiscodes incisius
Cladiscodes incisius är en stekelart som beskrevs av Prinsloo 1988. Cladiscodes incisius ingår i släktet Cladiscodes och familjen sköldlussteklar. Inga underarter finns listade i Catalogue of Life.